# Cap-Blanc
Cet article possède un paronyme, voir Cap Blanc.
Le Cap-Blanc est un secteur de Québec situé en contrebas du cap Diamant, à l'ouest du Petit Champlain. Il est situé sur une mince bande de terre, sur le rivage du fleuve Saint-Laurent, avec ses deux rues principales parallèles : la rue et le boulevard Champlain. Il est surplombé par la Haute-Ville et les plaines d'Abraham avec lesquelles il est relié par le haut escalier du Cap-Blanc.

## Histoire

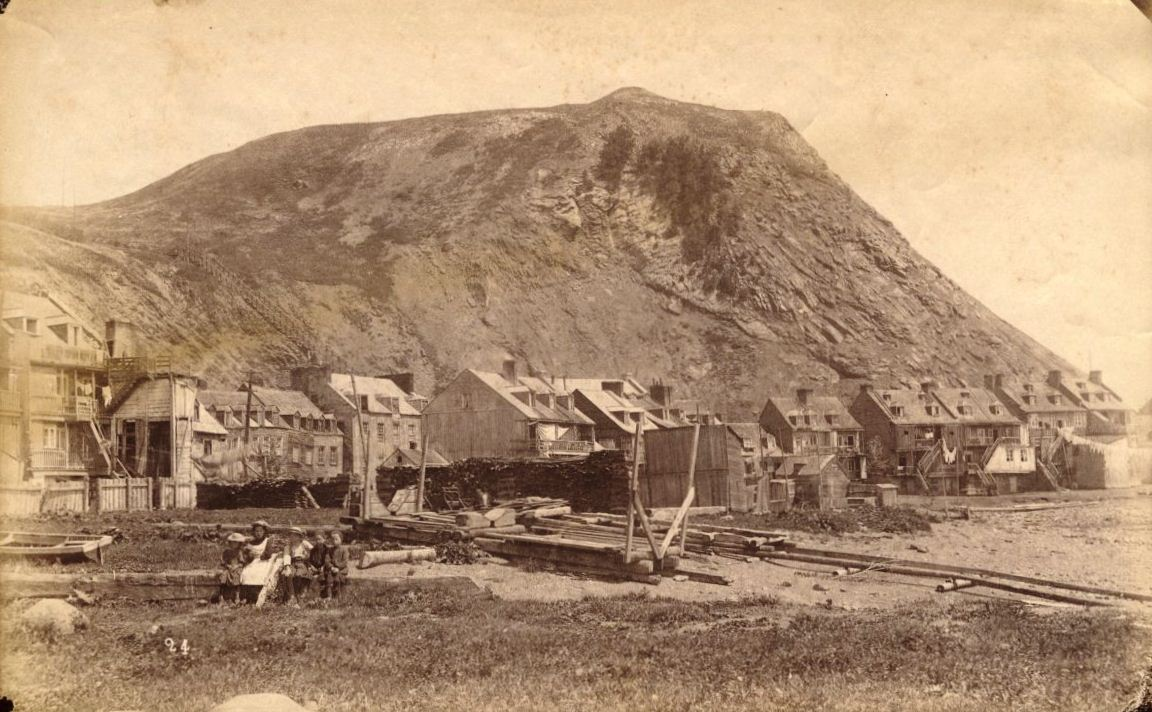
Vers 1895

L'appellation Cap-Blanc apparaît pour la première fois en 1805 pour désigner la mince bande de terre entre le cap Diamant et le fleuve St-Laurent. Le nom Cap-Blanc serait la traduction littérale d'un toponyme amérindien décrivant l'apparence primitive du cap où est située aujourd'hui l'église Notre-Dame de La Garde, seul symbole religieux de ce village.
Au XIXe siècle, celui-ci est divisé en plusieurs secteurs bien identifiés : le Près-de-Ville à l’est, l’Anse-des-Mères au centre et le Cape Cove à l’ouest.
En 1833, l'église est érigée à cet endroit déjà habité par des marins et des ouvriers francophones travaillant à la garde côtière de la ville et dans la construction navale qui est encore aujourd'hui très présente dans le village. Lors de la constitution de Québec en 1833, Cap-Blanc est rattaché au quartier Saint-Laurent et en 1841, il devient le quartier Champlain. En 1929, le Cap-Blanc est rattaché au quartier Champlain avec le Vieux-Québec (Haute-Ville) et le Vieux-Québec (Basse-Ville). En 1988, il devient un quartier district et lors des fusions municipales de 2001, il est rattaché à l'arrondissement de La Cité, plus précisément dans le quartier Vieux-Québec—Cap-Blanc—Colline parlementaire. C'est encore aujourd'hui un quartier ouvrier spécialisé dans la navigation, les activités portuaires et la construction navale. 
L'escalier du Cap Blanc, qui relie le fleuve et le Parc des Champs-de-Bataille, est  le plus long escalier de Québec avec ses 398 marches. Sa construction remonterait à 1869.

## Édifices
- Église Notre-Dame-de-la-Garde fondée en 1833
- Maison de la littérature, anciennement la première église scandinave Sjomannskirken en Amérique du Nord[4].
- Monument historique École du Cap-Diamant, ancienne école construite en 1841 et modifiée en 1851, classée en 1967[5].
- Ancien poste d'incendie construit en 1912 et fermé en 1968.
- Bassin Brown, parc, plage et centre d'interprétation, inauguré en 2008 dans le cadre du 400e. Il est situé sur la berge du Saint-Laurent en face de Cap-Blanc et l'escalier menant aux Plaines d'Abraham.

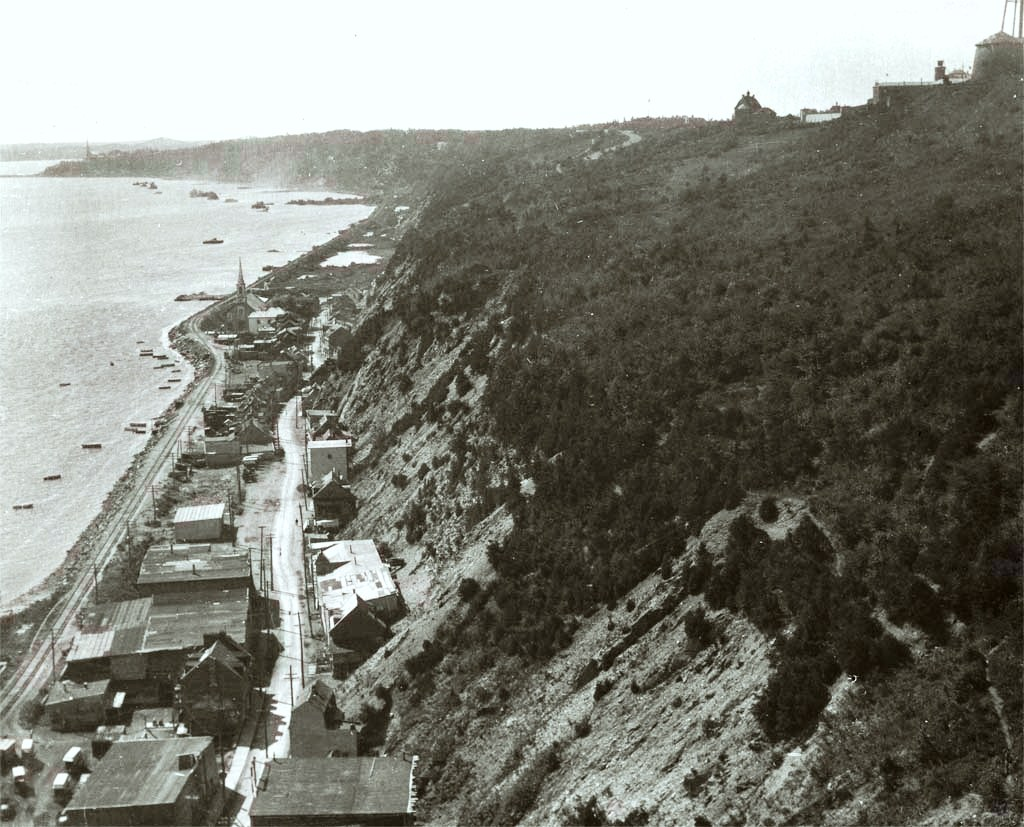
Vers 1920
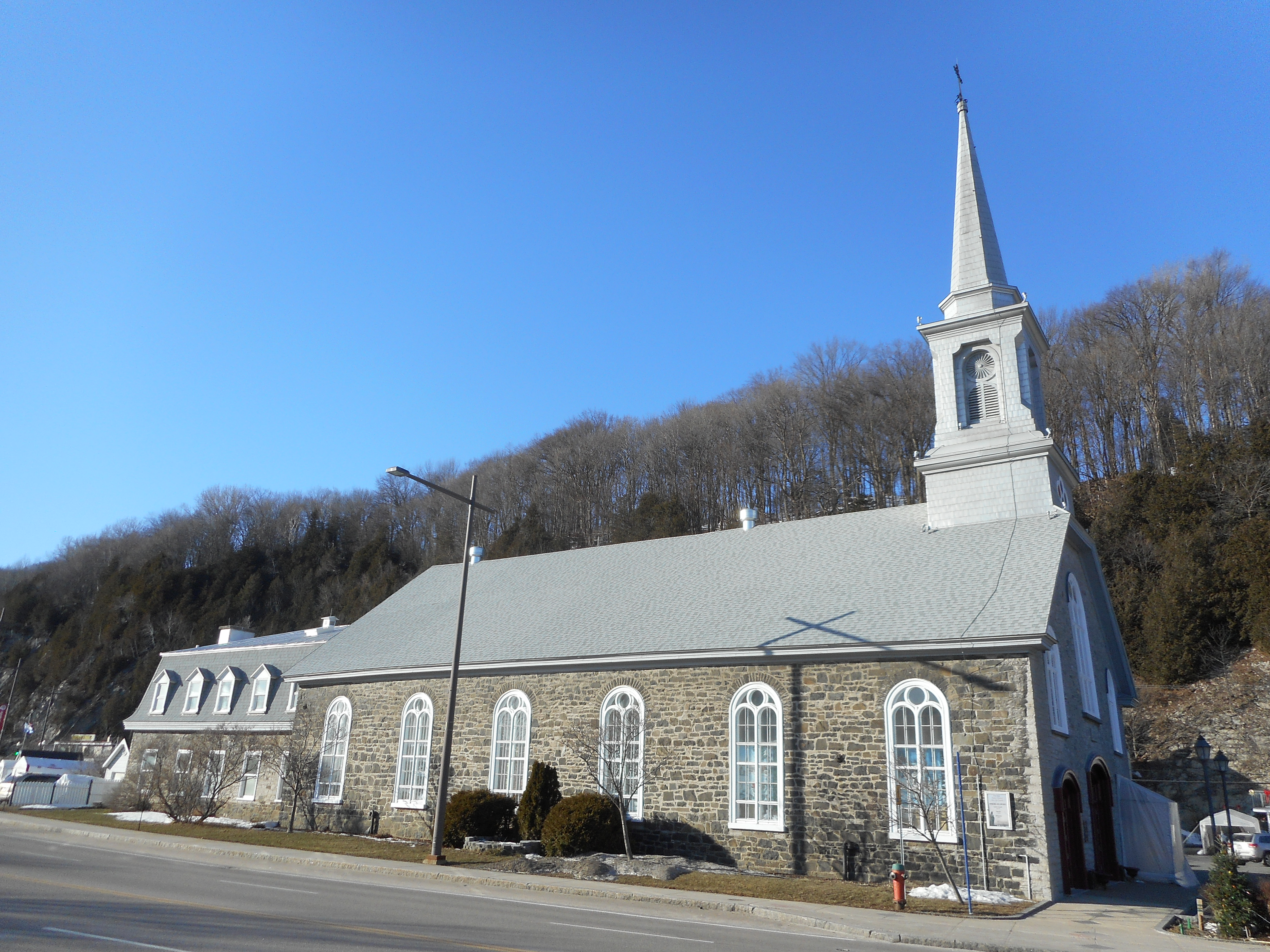
Église Notre-Dame-de-la-Garde
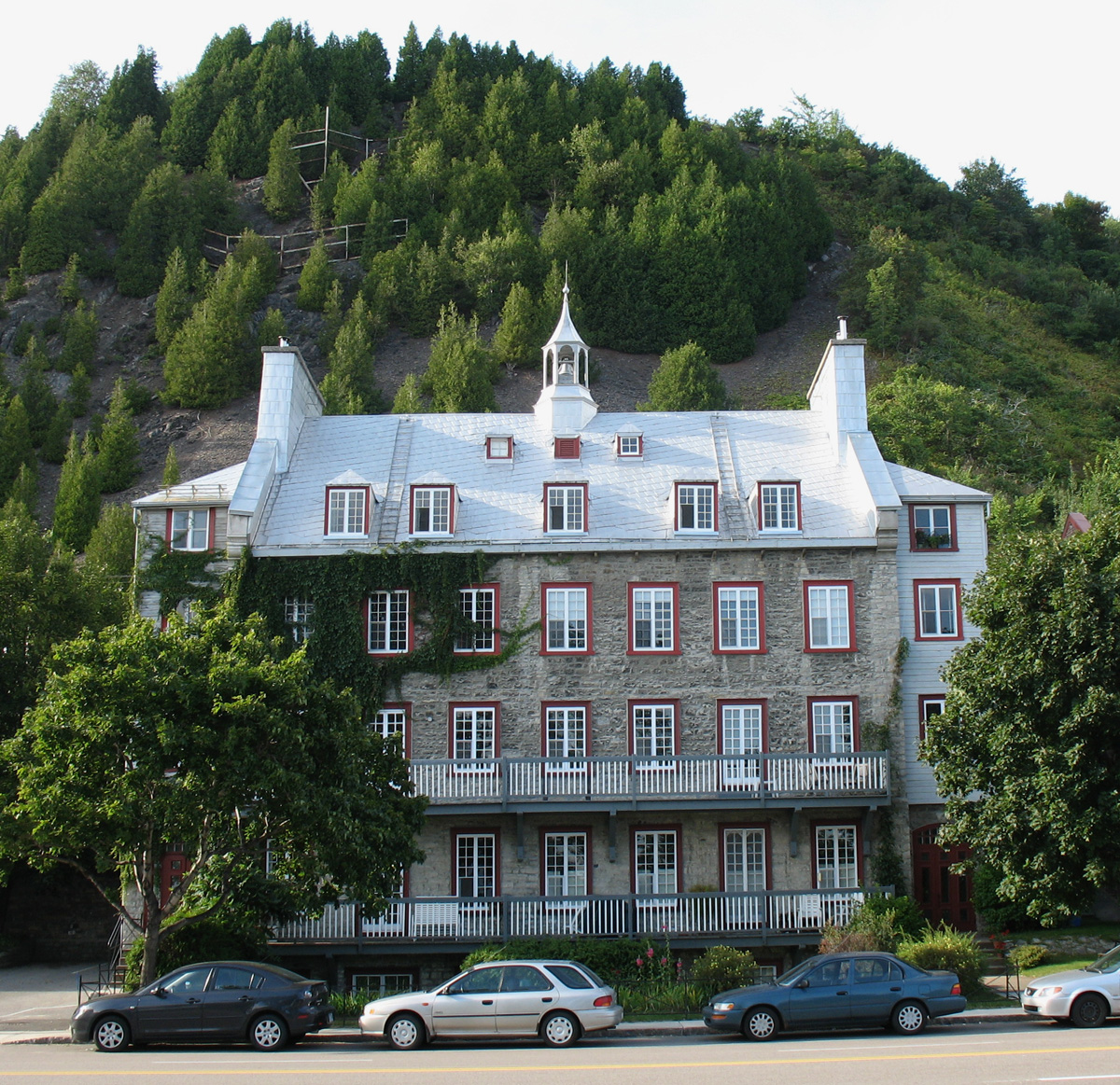
École du Cap-Diamant, classée monument historique
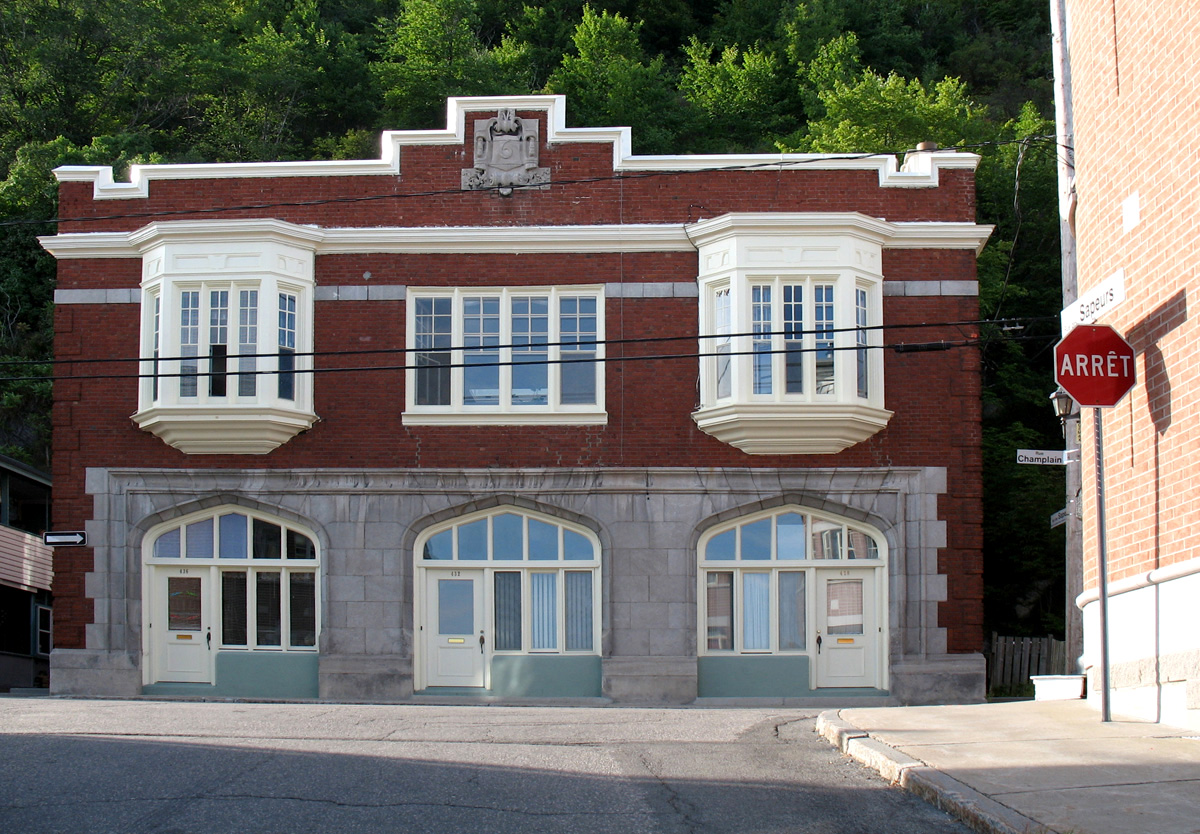
Ancien poste d'incendie (1912)
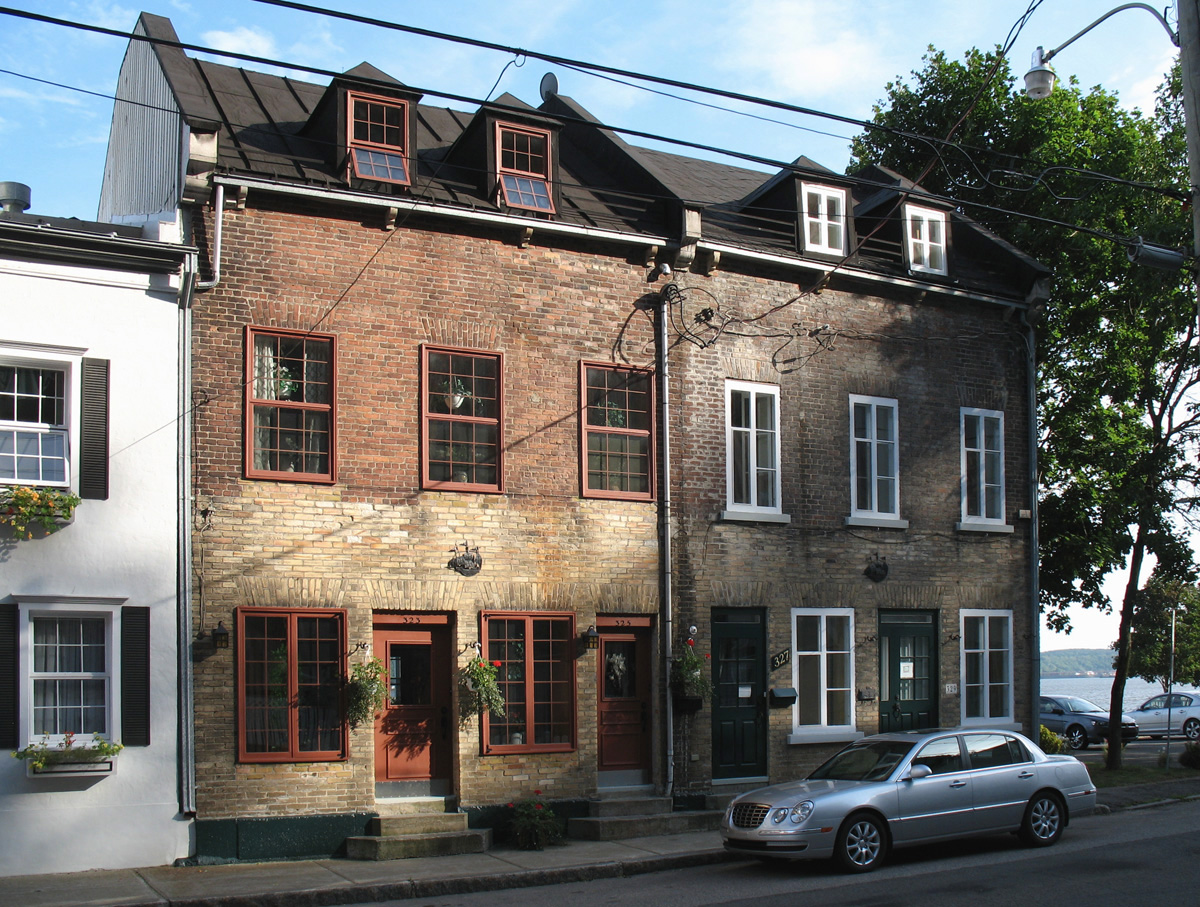
Rue Champlain au Cap-Blanc
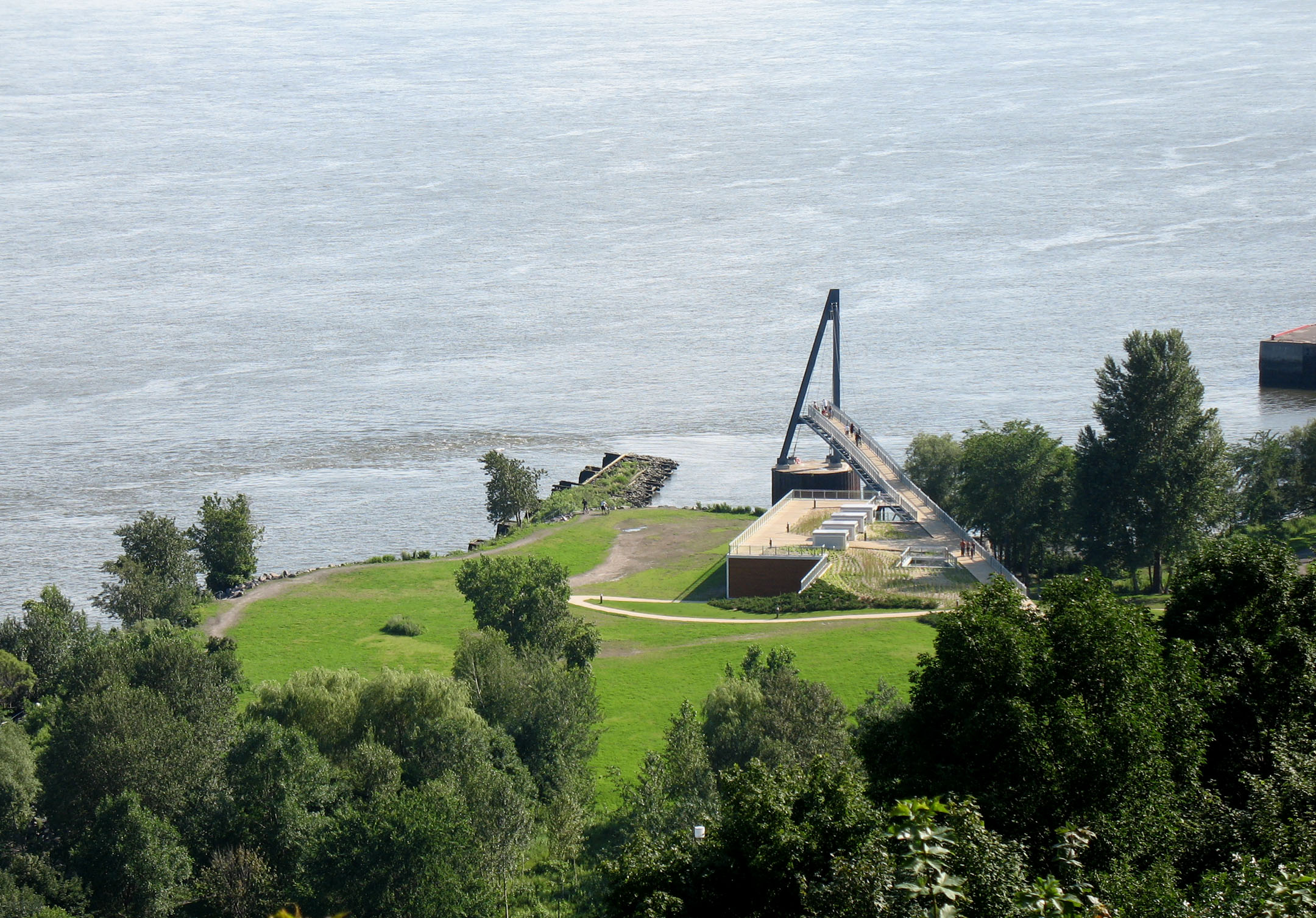
Le bassin Brown et le fleuve Saint-Laurent en face du Cap-Blanc

## Artères
- Boulevard Champlain
- Rue Champlain[6]
- Rue des Sapeurs

Piste multifonctionnelle
- Corridor du Littoral (50 km). La piste longe le Saint-Laurent  du Parc de la Chute-Montmorency à Beauport pour rejoindre la Promenade Samuel-De Champlain, en passant par Cap-Blanc, et continue jusqu’à Saint-Augustin-de-Desmaures par la Route verte sur le chemin du Roy.